# مارلين زاكس
مارلين زاكس (بالإنجليزية: Marilyn Sachs)‏‏ (18 ديسمبر 1927 في نيويورك - 31 ديسمبر 2016 في سان فرانسيسكو) كاتبة للأطفال، وروائية، وكاتِبة من الولايات المتحدة.